# Пачентро
Пачентро (італ. Pacentro) — муніципалітет в Італії, у регіоні Абруццо,  провінція Л'Аквіла.
Пачентро розташоване на відстані близько 130 км на схід від Рима, 65 км на південний схід від Л'Акуїли.
Населення — 1199 осіб (2014).
Щорічний фестиваль відбувається 8 травня. 

## Демографія
Населення за роками:

Станом на 1 січня 2023 року в муніципалітеті офіційно проживало 45 іноземців з 15 країн, серед них 27 громадян країн Євросоюзу та 1 громадянин України.

## Сусідні муніципалітети
- Кампо-ді-Джове
- Кансано
- Фара-Сан-Мартіно
- Лама-дей-Пеліньї
- Палена
- Сант'Еуфемія-а-Маєлла
- Сульмона
- Таранта-Пелінья